# Точильщик (опера)
«Точильщик» — комическая опера в двух действиях Николая Петровича Николева, использующая сказочные сюжетные элементы. В этом произведении Н. П. Николев одним из первых в русской литературе использует мотивы из русских народных сказок и вводит в русскую драматургию «восточную тему».
Основная коллизия «Точильщика» была взята Николевым из либретто Ж.-Ф. Гишара к опере Ф.-А. Филидора «Дровосек, или Три желания»; также сюжет мог быть подсказан сказкой Шарля Перро «Смешные желания». Однако преобладающим, по-видимому, было влияние русской традиции демократической сатиры XVII — первой половины XVIII вв., для которой был характерен тип старого точильщика и его вредной сварливой жены.
Пьеса впервые поставлена 27 апреля 1783 года в Москве в Петровском театре. Впервые опубликована в журнале «Российский феатр», 1788, No 22, с. 219—305.

## Персонажи
- Макар, точильщик.
- Улита, жена его.
- Параша, дочь их.
- Лука, егерь, жених Парашин.
- Антроп, товарищ Макаров.

## Сюжет
Точильщик Макар, пьяница и лодырь, и жена его Улита постоянно ссорятся, и оба они недовольны своей жизнью. Но неожиданно в их простой крестьянской избе происходит чудо. На огненной колеснице является волшебница Орманзулия, которая, зная жалобы Улиты и её мужа, обещает им исполнение трёх желаний: 

два − какие вы вздумаете, а третие − быть вам в прежнем состоянии, так что ежели вы, два раза пожелая, не будете состоянием своим довольны, то уж в третий раз останется вам только пожелать вашего теперешнего состояния.

 (д. II, явл. 2)
Когда при первой новой стычке Макар хочет побить Улиту, она высказывает желание стать царицей, чтобы отрубить мужу голову. Макар же, увидев, что это желание Улиты исполнено и ему угрожает казнь, вслух замечает, что лучше бы им с женой провалиться в ад. Исполняется и желание Макара, но в аду оба хотят вновь вернуться назад, в своё первоначальное состояние.

## Особенности произведения
Опера Н. П. Николева продолжает линию псевдонародных произведений, инициированную Екатериной II, указавшей на примере собственных пьес, какие явления русской жизни должны быть предметом комедийной разработки. Крестьянин Макар и его жена изображены в негативном плане, высмеивается их грубость, жадность, пьянство. Последнее отражено, например, в куплетах, которые поёт Макар:

Когда бы беднякам

Нам

Да не было вино

Дано,

От грусти б мы тогды

Пропали навсегды,

Пусто в брюхе без еды,

В голове без хмелю.

(д. I, явл. 2)
Хотя не все крестьянские персонажи одинаковы. Параша и Лука выступают как положительные герои. Параша порицает пристрастие своего отца к выпивке.
Несколько выбивается из сферы официально дозволенного в комическом произведении аналогичная критика в адрес представителей духовенства. Изображать в русских комедиях лиц духовного звания было запрещено правительственным указом в 1750 г. Между тем, Макар произносит следующую реплику:

Вить набольшие-то наши только что нас за хмельное-то гоняют, а сами-то и чорту крючка не уступят. Наш приходской батька всегды на отходе обедни читает, что пьянствовать великий грех, а сам лишь из церкви, так в кружало: как же поверить тому, что он читает? Лучше нам верить тому, что он делает. 
(д. I, явл. 3)
Музыкальные номера оперы Николев написал в народной манере. Куплеты Макара заканчиваются звукоподражательными повторами, характеризующими труд точильщика: «ру, ру, ру, чики, чики! ру, ру, ру, чики, чики!».